# ICD-10
ICD-10 er en klassifikation af sygdomme og andre helbredsrelaterede tilstande udformet af WHO.
ICD er forkortelse for International Classification of Diseases and Related Health Problems. ICD-10 er således den tiende udgave af dette system.
Systemet grupperer sygdomme i 22 kapitler med tilhørende hovedgrupper og undergrupper. Til hver sygdom i systemet hører en tilsvarende diagnosekode. Diagnosekoden består af ét bogstav og op til tre tal. Bogstavet angiver, hvilken overordnet gruppe sygdommen tilhører, typisk hvilket organsystem eller område sygdommen findes i. Herefter angiver de to første tal i koden, hvilken sygdom, der er tale om. Disse to tal efterfølges af et punktum efterfulgt af endnu et tal, der angiver detaljer om sygdommen.
Ex: ICD-10-kode "J03.0". Bogstavet J angiver, at sygdommen befinder sig i luftvejene, "03" at sygdommen er halsbetændelse, og "0" efter punktummet betyder at halsbetændelsen skyldes infektion med streptokokker.
Siden 1. januar 1994 har WHOs diagnoseliste (ICD-10) været anvendt i Danmark. ICD-10-systemet er i Danmark inkorporeret i Sundhedsvæsenets Klassifikationssystem, SKS, der ud over klassificering af sygdomme også indeholder klassificering af bl.a. undersøgelser, operationer og topografi. Diagnosekoderne i SKS har et "D" foran ICD-10-koden. Desuden kan de danske koder forsynes med endnu ét bogstav efter ICD-10-koden.
Diagnoserne i ICD-systemet stilles ud fra særlige diagnostiske kriterier hvor der indgår symptomer, objektive fund ved undersøgelser af patienten og patientens sygehistorie. De er derved ikke, som tidligere, baseret på antagelser om sygdommens årsag. For de fleste sygdomme er der internationalt anerkendte diagnostiske kriterier, der enten bygger på videnskabelig evidens eller på faglig enighed, hvis der ikke forefindes videnskabelig evidens. De diagnostiske kriterier skal i størst mulige omfang være både specifik (kun dem med sygdom får diagnosen), sensitiv (alle med sygdommen skal også have diagnosen) og reliabel (Samme symptomer/tegn skal gives den samme diagnose uafhængigt af hvem der stiller diagnosen).
Per 1. januar 2022 vil ICD-10 blive afløst af dens efterfølger ICD-11. Arbejdet på at udvikle en ny klassifikation startede i 2007, og den nye ICD blev vedtaget i 2019.

## Kapitlerne
| Kapitel       | Afsnit  | Titel                                                                                    |
| ------------- | ------- | ---------------------------------------------------------------------------------------- |
| Kapitel I     | A00-B99 | Infektiøse inkl. parasitære sygdomme                                                     |
| Kapitel II    | C00-D48 | Svulster                                                                                 |
| Kapitel III   | D50-D89 | Sygdomme i blod og bloddannende organer og visse sygdomme, som inddrager immunsystem     |
| Kapitel IV    | E00-E90 | Endokrine og ernæringsbetingede sygdomme samt stofskiftesygdomme                         |
| Kapitel V     | F00-F99 | Psykiske lidelser og adfærdsmæssige forstyrrelser inkl. psykiske udviklingsforstyrrelser |
| Kapitel VI    | G00-G99 | Sygdomme i nervesystemet                                                                 |
| Kapitel VII   | H00-H59 | Sygdomme i øje og øjenomgivelser                                                         |
| Kapitel VIII  | H60-H95 | Sygdomme i øre og processus mastoideus                                                   |
| Kapitel IX    | I00-I99 | Sygdomme i kredsløbsorganer                                                              |
| Kapitel X     | J00-J99 | Sygdomme i åndedrætsorganer                                                              |
| Kapitel XI    | K00-K93 | Sygdomme i fordøjelsesorganer                                                            |
| Kapitel XII   | L00-L99 | Sygdomme i hud og underhud                                                               |
| Kapitel XIII  | M00-M99 | Sygdomme i knogler, muskler og bindevæv                                                  |
| Kapitel XIV   | N00-N99 | Sygdomme i urin- og kønsorganer                                                          |
| Kapitel XV    | O00-O99 | Svangerskab, fødsel og barsel                                                            |
| Kapitel XVI   | P00-P96 | Visse sygdomme, der opstår i perinatalperiode                                            |
| Kapitel XVII  | Q00-Q99 | Medfødte misdannelser og kromosomanomalier                                               |
| Kapitel XVIII | R00-R99 | Symptomer og abnorme fund ikke klassificeret andetsteds                                  |
| Kapitel XIX   | S00-T98 | Læsioner, forgiftninger og visse andre følger af ydre påvirkninger                       |
| Kapitel XX    | X60-Y09 | Ydre sygdoms- og dødsårsager                                                             |
| Kapitel XXI   | Z00-Z99 | Faktorer af betydning for sundhedstilstand og kontakter med sundhedsvæsen                |
| Kapitel XXII  | U       | Koder til specielle formål                                                               |